# Rivière Barton (Vermont)
Pour les articles homonymes, voir Barton.
La rivière Barton est un affluent de lac Memphrémagog, coulant sur plus de 35 km de long, dans le nord de Vermont aux États-Unis.
Cette rivière coule vers le nord en traversant les municipalités de Glover, Barton, Brownington, Coventry et les marais à Newport. La rivière se déverse au fond de la baie Sud (South Bay) du lac Memphrémagog.

## Cours
La rivière Barton passe dans les sources de l'ancien étang Runaway à Glover.
Le Vermont Route 16 (en) au nord de Glover au lac Memphrémagog suit la rivière sur 21,5 mi de long et est évalué par Whitewater américain en tant que classe I à III de l'article. Glover est situé à 20 mi du lac Memphrémagog.
Le Roaring Brook vide le Parker étang dans la rivière plus au sud près de la route 16.
Une des branches de tête est la fuite de Crystal Lake dans le village de Barton.
Après avoir quitté Barton, les routes de US Route 5, Interstate 91 et le chemin de fer, tous suivent le cours de la vallée "Barton River" et la rivière, au nord de Newport.
La rivière Willoughby provenant du lac Willoughby se déverse dans la rivière Barton à Orléans et fournit le volume considérable. Orléans était autrefois appelé "Barton Landing» et était l'endroit où, historiquement, l'artisanat peut être chargé en toute sécurité pour le transport nord.
Après avoir quitté Orléans, la rivière coule à travers l'est Irasburg, grâce à Coventry, puis dans le lac Memphrémagog.
Le bassin versant de la rivière Barton comprend: Derby, Coventry, Brownington, Irasburg, Barton, Westmore, lac Willoughby, Lac Crystal (en), Shadow Lake, lac Parker et Brownington Pond.